# Prismognathus yukinobui
Prismognathus yukinobui es una especie de coleóptero de la familia Lucanidae.

## Distribución geográfica
Habita en Birmania.